# Joffre Monrroy
Joffre Javier Monrroy Gruezo (Guayaquil, Guayas, Ecuador, 29 de julio de 2000) es un futbolista ecuatoriano. Juega de defensa y su actual equipo es el Delfín de la Serie A de Ecuador.

## Trayectoria
Realizó las inferiores en el Guayaquil City desde la sub-14, sub-16, sub-18, sub-20 y el equipo B, luego logra su debut con el equipo principal. Para el 2019 es fichado por el Unión San Felipe de la Primera B de Chile en el cual solo tuvo la oportunidad de aparecer en tres juegos sin poder marcar goles. Después deja el equipo chileno y regresa a Ecuador, específicamente al Santa Rita de Vínces para disputar la Serie B de Ecuador 2020 aunque en el mes de febrero quedó en condición libre.
Para 2021 fue fichado por el Delfín de Manta para disputar la Serie A de Ecuador 2021.

## Selección nacional
Ha formado parte de las selecciones sub-17 y sub-20 de Ecuador.

## Clubes
| Club             | País    | Año               |
| ---------------- | ------- | ----------------- |
| Guayaquil City   | Ecuador | 2018              |
| Unión San Felipe | Chile   | 2019              |
| Santa Rita       | Ecuador | 2020              |
| Delfín           | Ecuador | 2021 - Actualidad |